# Поцхови
Поцхови (груз. ფოცხოვი) — ущелье в средневековой Грузии — в историческом Самцхе, сегодня часть Ардахана (современная Турция).

## История
Территория принадлежала феодальной семье Джакели. Позже владения перешли по наследству знатной феодальной ветви семьи Джакели — Боцосдзе.
Важными замками Поцхови были Квелисцихе и замок Джаки. Цурцкабская епископальная церковь также была расположена здесь.
В XVI веке район Поцхови, наряду с другими территориями Грузии, был завоёван османами. В результате чего была создана административная единица Поцховской ливы, которая была разделена на области Мзвари и Чрдили. В пределах Российской империи район был известен как Посховский участок — административная единица в составе Ардаганского округа.